# Liste der Namenstage/F
| Vorname    | Geschlecht | Datum                                                                          |
| ---------- | ---------- | ------------------------------------------------------------------------------ |
| Fabian     | m          | 20. Januar                                                                     |
| Fabiola    | w          | 27. Dezember                                                                   |
| Falko      | m          | 20. Februar, 6. Juni                                                           |
| Felicitas  | w          | 7. März                                                                        |
| Felix      | m          | 14. Januar, 18. Mai, 30. Mai, 12. Juli, 30. August, 20. November, 30. Dezember |
| Felizitas  | w          | 7. März                                                                        |
| Ferdinand  | m          | 30. Mai, 5. Juni                                                               |
| Finja      | w          | 26. September                                                                  |
| Florian    | m          | 4. Mai                                                                         |
| Francis    | m          | 24. Januar, 4. Oktober, 3. Dezember                                            |
| Franz      | m          | 24. Januar, 2. April, 8. September, 4. Oktober, 3. Dezember                    |
| Franziska  | w          | 9. März                                                                        |
| Franziskus | m          | 4. Oktober                                                                     |
| Frauke     | w          | 4. Februar, 9. Juli                                                            |
| Frederick  | m          | 5. November, 1. Januar                                                         |
| Fridolin   | m          | 5. März, 6. März                                                               |
| Friedrich  | m          | 3. März, 19. April, 8. Mai, 18. Juli, 29. November                             |